# Pellworm I
Die Pellworm I ist eine Fahrzeug- und Personenfähre der Neuen Pellwormer Dampfschiffahrtsgesellschaft mbH (NPDG). Sie verkehrt für die NPDG auf der Route Strucklahnungshörn (Nordstrand) – Pellworm und stellt die einzige Linienverbindung zwischen dem nordfriesischen Festland und der Insel Pellworm dar.

## Geschichte
Das Schiff wurde 1997 bei der damaligen Husumer Schiffswerft GmbH gebaut und ist seitdem für die NPDG im Einsatz. Es bedient mehrfach täglich die Strecke vom Festlandshafen Strucklahnungshörn auf der Halbinsel Nordstrand zum auf der östlichen Seite Pellworms liegenden Tiefwasseranleger. Auf der rund 35-minütigen, tidenunabhängigen Überfahrt werden sowohl Passagiere als auch Fahrzeuge befördert.

## Technische Daten
Die Pellworm I ist 47,51 Meter lang, 14,80 Meter breit und hat einen maximalen Tiefgang von 1,84 Metern. Ihre 1000 kW-Dieselmaschine verleiht ihr eine Maximalgeschwindigkeit von 10 Knoten. Das Fährschiff hat eine Zulassung für die Beförderung von maximal 415 Passagieren und darf bis zu 40 Kraftfahrzeuge transportieren.